# Damasippus hahneli
Damasippus hahneli är en insektsart som beskrevs av Carl August Dohrn 1910. Damasippus hahneli ingår i släktet Damasippus och familjen Prisopodidae. Inga underarter finns listade i Catalogue of Life.